# Lueg (Gemeinde Gries am Brenner)

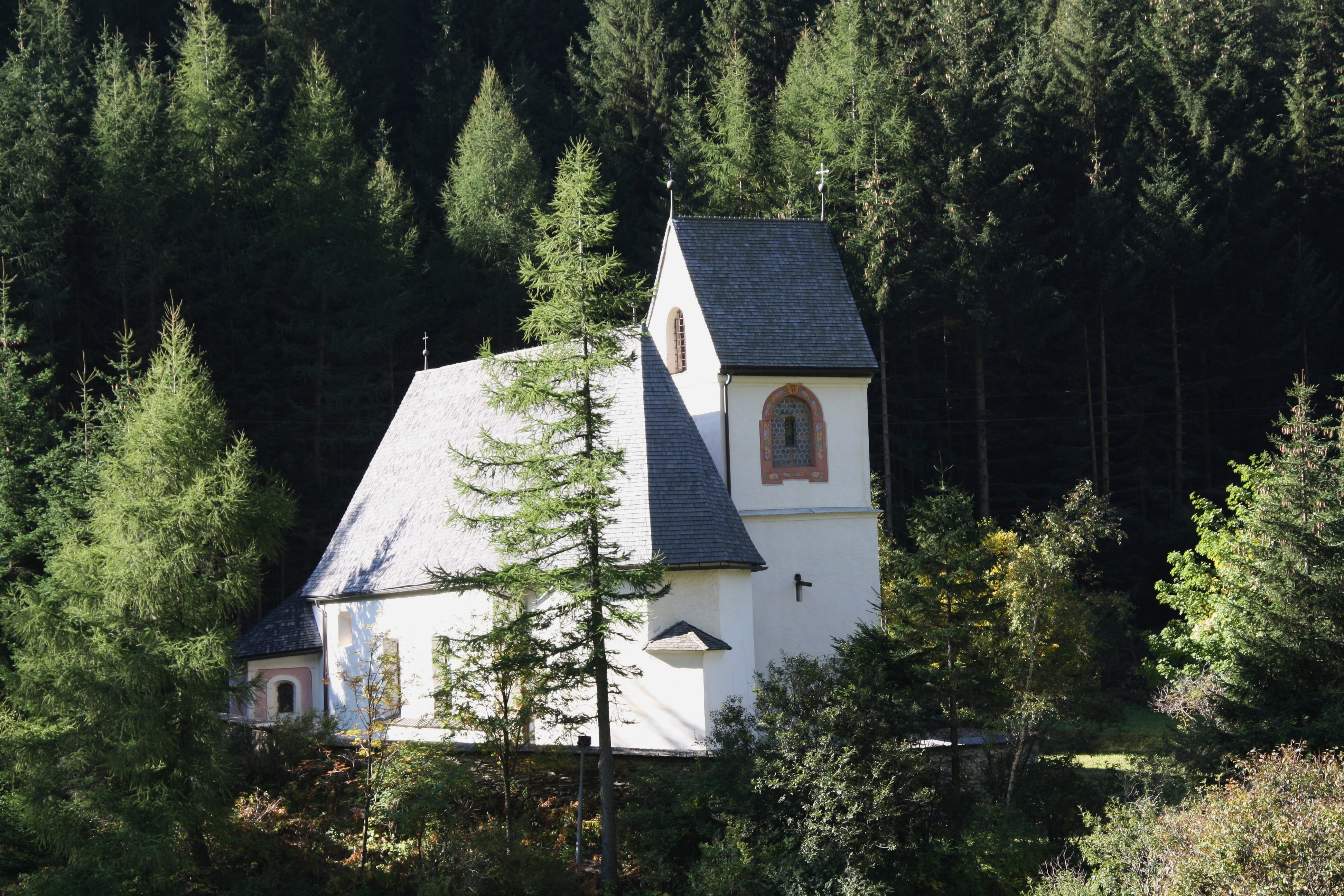
Die Kirche am Lueg

Lueg ist eine Rotte und Ortsteil von Gries am Brenner.

## Namenkunde
Der Name wird etymologisch mit luech (‚Loch‘, vergl. Lueg) in Zusammenhang gebracht und beschreibt einprägsam die geographische Beschaffenheit des Geländes, wo sich die beiden Talflanken verengen und der letzte Anstieg zum Brennerpass zu bewältigen ist.

## Geschichte
Lueg liegt an der seit alters her bedeutenden Nord-Süd-Verbindung, welche über den Brenner führt. Im Mittelalter führte durch das Gebiet eine der wichtigsten Handels- und Heerstraßen des Heiligen Römischen Reiches Deutscher Nation, die Via imperii.
Ursprünglich stand am Lueg eine Höhlenburg, die sich später zu einer Feste entwickelte. Im 13. Jahrhundert befand sie sich im Besitz der Herren von Tarantsberg (Dornsberg), die treue Gefolgsleute des Tiroler Landesfürsten im Kampf gegen den Bischof von Brixen waren. Aufgrund des Friedensvertrages von 1241 zwischen Graf Albert von Tirol und dem Brixner Bischof Egno von Eppan musste die Anlage abgebrochen werden. Die Engstelle wurde in Folge immer wieder befestigt und erlangte mehrfach strategische Bedeutung.
Am Lueg befand sich auch eine der wichtigsten Zollstätten des mittelalterlichen Tirols. Seit 1287 war sie die ertragreichste Zollstätte Tirols, wurde 1778 sogar zum Oberzollamt erhoben und erst 1815 aufgelassen. Während das schlossartige Zollamtsgebäude bereits 1809 auf Befehl Marschall Lefebvres zerstört wurde, zeugen von der ehemaligen Zollstelle nur mehr eine Kapelle und der Widum. Die Kapelle am Lueg wurde in den 1990er Jahren umfassend restauriert.
Lueg ist der Namensgeber für die Luegbrücke der Brenner Autobahn, die an dem Hang oberhalb der Ortschaft verläuft.